# Dasyhelea alonensis
Dasyhelea alonensis is een muggensoort uit de familie van de knutten (Ceratopogonidae). De wetenschappelijke naam van de soort is voor het eerst geldig gepubliceerd in 1906 door Gabriel Strobl.